# Hit Mania Spring 2018
Hit Mania Spring 2018 è una compilation di artisti vari facente parte della serie Hit Mania, uscita nei negozi il 18 maggio 2018.
Questa è il prosieguo della raccolta di hits tra le più vendute, sempre tra le prime posizioni nelle classifiche delle compilation in Italia.
È stata pubblicata sia in versione singola (2 CD + Rivista) che in versione cofanetto (4 CD + Rivista), in cui sono presenti, oltre a "Hit Mania Spring 2018", e il CD2 "Live'N'Love" (che solo per questa edizione sostituirà il solito Club Version in merito ad un evento organizzato dai più famosi DJ internazionali), anche il CD3: "Deep House Party Spring 2018" e il CD4: "EDM Electronic Dance Music #6".
Si tratta dell’ultimo capitolo ”Spring” in quanto dall’anno successivo, dopo l’edizione ”Champions”, uscirà direttamente l’”Estate”.
La compilation è mixata dal disc jockey Mauro Miclini di Radio Deejay.
La copertina è stata curata e progettata da Gorial.

## Tracce CD 1 - Hit Mania Spring 2018
1. Sfera Ebbasta – Rockstar
2. Elettra Lamborghini – Pem Pem
3. Lost Frequencies & Zonderling – Crazy (Dash Berlin Rmx)
4. Mexican Institute Of Sound – Pa La Calle (Alex Gardini Rmx) (feat. Lorna)
5. Janieck – Does It Matter
6. Shanguy – La Louze
7. Alle Farben & Rhodes – H.O.L.Y.
8. Sigala & Paloma Faith – Lullaby
9. Klingande – Rebel Yell (feat. Krishane)
10. Portugal. The Man – Live In The Moment
11. MC Fioti, Future, J. Balvin, Stefflon Don & Juan Magan – Bum Bum Tam Tam (Rmx)
12. DJ Antoine – El Paradiso (DJ Antoine VS. Mad Mark 2K18 Mix) (feat. Armando & Jimmi The Dealer)
13. Mihail – Who You Are
14. Thirty Seconds to Mars – Dangerous Night
15. Vance Joy – Saturday Sun
16. The Moors – Just Superstar
17. Rob Hazen – Electric Love (Veck Original Version)
18. Biagio Lisanti VS. Cicco DJ & Junior Paes – What Your Mama Thinks (La La La Version)
19. Jacopo Galeazzi – Todo El Mundo
20. Tom Walker – Leave A Light On
21. Thegiornalisti – Questa Nostra Stupida Canzone D’Amore
22. Benji & Fede – On Demand (feat. Shade)
23. Pink – Beautiful Trauma
24. Cesare Cremonini – Nessuno Vuole Essere Robin

## Tracce CD 2 - Hit Mania Spring 2018 - Live'N'Love
1. Afrojack, David Guetta – Another Life (feat. Ester Dean)
2. Hardwell – Run Wild (feat. Jake Reese)
3. Hardwell – Thinking About You
4. Fedde Le Grand And Dannic – Coco’S Miracle (Vs. Coco Star)
5. Dannic – Stay (Dannic & Loax Remix)
6. Martin Jensen – Wait (feat. Loote)
7. Martin Jensen – Solo Dance
8. Tujamo – Body Language
9. Tujamo & Plastik Funk – Dr. Who! (feat. Sneakbo)
10. Mike Williams X Dastic – You & I
11. Daddy’S Groove & Ferdy – Latido
12. Provenzano & The Cube Guys – Babele
13. Devid Morrison – Pray With Me (feat. Indra Leo`N)
14. Jhonny Duccini – Burahaka
15. Deejayjay – Before
16. EVO-K – Butterfly (feat. Aston Vegas)
17. Dj Mauro Fire – Deathly Hallows
18. Bsharry – Feel It In The Air (feat. Frank Ford)
19. The Gardner – In The Time
20. Dj Strauss & Mf – El Sueno Prohibido (feat. German Leguizamon)
21. Andrea_T, Ladyem, Andrea 2000 – Cuando Llega La Noche
22. Midnight – Magic
23. Robert Blues – In The Middle
24. Albon – If You’Re Anywhere